# Margaret Caroline Anderson
Pour les articles homonymes, voir Margaret Anderson (homonymie) et Anderson.
Margaret Caroline Anderson, née le 24 novembre 1886 à Indianapolis et morte le 19 octobre 1973 à Cannes, est une éditrice, journaliste, autrice,  féministe et lesbienne libertaire américaine.

## Biographie
Fortement inspirée par le mouvement dadaïste. 
Elle étudie au Western college for women à Oxford dans l'Ohio. Elle déménage ensuite à Chicago, ou elle commence à faire des critiques de livres pour un hebdomadaire religieux, puis rejoind le journal The dial pour le même type de mission. 
Elle contribue  à Mother Earth, revue anarchiste éditée par Emma Goldman de 1906 à août 1917.
Elle est la  fondatrice de la revue d'art et de littérature The Little Review, à laquelle s'associera un peu plus tard Jane Heap. Cette revue a publié un ensemble d'auteurs issus de 19 pays différents, dont des Américains, Anglais, Français et Irlandais entre 1914 et 1929 , notamment James Joyce qu'elle fait découvrir en France. La revue est mal financée durant ses débuts, entrainant pour Margaret Anderson lexpulsion de sa maison. Elle vit alors pendant six moins dans un campement au bord du lac Michigan avec sa famille et ses employés.
La publication de Ulysses de James Joyce, en feuilleton dans The Little Review entre mars 1918 et décembre 1920 provoque un tel scandale que la revue est saisie pour être brûlée. Ulysses sera finalement édité dans son intégralité à Paris, en 1922, par Sylvia Beach.
En 1921, elle devient la compagne de vie de Georgette Leblanc, et accompagnera cette dernière au piano dans tous ses récitals.
Toutes deux sont membres des "femmes de La Cordée" (The Rope), un groupe composées de lesbiennes (à l'exception de l'une d'entre elles), créé en 1935 par le mystagogue, guérisseur, musicien, chorégraphe et écrivain Georges Gurdjieff.  Interrompues pendant la Seconde Guerre mondiale, les rencontres de ce groupe reprennent en 1948 mais cessent à la mort de Georges Gurdjieff en octobre 1949.
En 1942 elle rencontre lors d'un voyage aux États-Unis Dorothy Caruso avec qui elle vit jusqu'à sa mort de celle-ci en 1955. 

## Œuvres
- My Thirty Years' War: An Autobiography,  (ISBN 0-8180-0210-7), 1930.
- The Fiery Fountains: The Autobiography: Continuation and Crisis to 1950,  (ISBN 0-8180-0211-5), 1951.
- The Little Review Anthology, Hermitage House, 1953, (BNF 31719275).
- Margaret C. Anderson Correspondence with Ben and Rose Caylor Hecht, 1959.
- The Strange Necessity: The Autobiography,  (ISBN 0-8180-0212-3), 1962.
- The Unknowable Gurdjieff, mémoire et dédicace à Jane Heap, 1962, Arkana,  (ISBN 0-14-019139-9), 1962.
- Forbidden Fires, Ed. by Mathilda M. Hills,  (ISBN 1-56280-123-6), 1996.